# Pál Szalóczy
Pál Szalóczy (ur. 15 listopada 1945 w Budapeszcie) – węgierski lektor oraz reporter radiowy i telewizyjny. Użyczył głosu do zapowiedzi w budapeszteńskim metrze, które są wykorzystywane od 24 grudnia 2015 roku, oraz węgierskim kolejom. W 2015 roku został wyróżniony nagrodą Kazinczyego.

## Życiorys
Urodził się 15 listopada 1945 roku w Budapeszcie. Jego kariera zaczęła się tuż po narodzinach – jeszcze jako niemowlę wystąpił w reklamie kleiku owsianego Zamako. Od 1965 do 1970 roku studiował geografię i biologię na Uniwersytecie Loránda Eötvösa. W 1968 roku wziął udział w programie „Ki mit tud?”. Pracował dla Magyar Televizió od 1980 do 1990 roku jako prezenter w serwisie informacyjnym oraz w Magyar Rádió od 1970 do 2012 roku.
Mimo podeszłego wieku jest dalej aktywny zawodowo, a przed pandemią COVID-19 organizował wieczory literackie w Fészek Art Club. Śpiewa również w chórku „Bolyki”.
Wystąpił również gościnnie w spocie pt. „Bądź człowiekiem także za kierownicą” (węg. Maradj ember a volán mögött is), powstałym w ramach kampanii społecznej prowadzonej w celu zmniejszenia liczby wypadków na węgierskich drogach.

## Życie prywatne
Jest trzykrotnie rozwiedziony oraz ma czwórkę wnuków.